# Chevrolet Nuevo Aveo / Sonic
El Chevrolet Nuevo Aveo o Chevrolet Sonic, es un automóvil de turismo del segmento B producido por Daewoo, la división surcoreana de la General Motors, como un nuevo concepto de un coche global. Fue llevado al mercado en el año 2011. En EE. UU y otros mercados de América Latina es diferenciado de las otras versiones del Aveo, llamándose Sonic, y en algunos mercados de la misma región es designado como Nuevo Aveo, aunque el nombre de Nuevo Aveo lo tiene otro coche diferente, también de Chevrolet, el cual es el Aveo T250; aunque este está designado como Aveo e-Motion.
El Chevrolet Nuevo Aveo / Sonic está disponible en dos carrocerías de 4 y 5 puertas, Sedán y Hatchback; y cinco configuraciones de motor -todas construidas sobre una plataforma exclusivamente dedicada, lo que la diferenciarán de su predecesor.

## Diseño

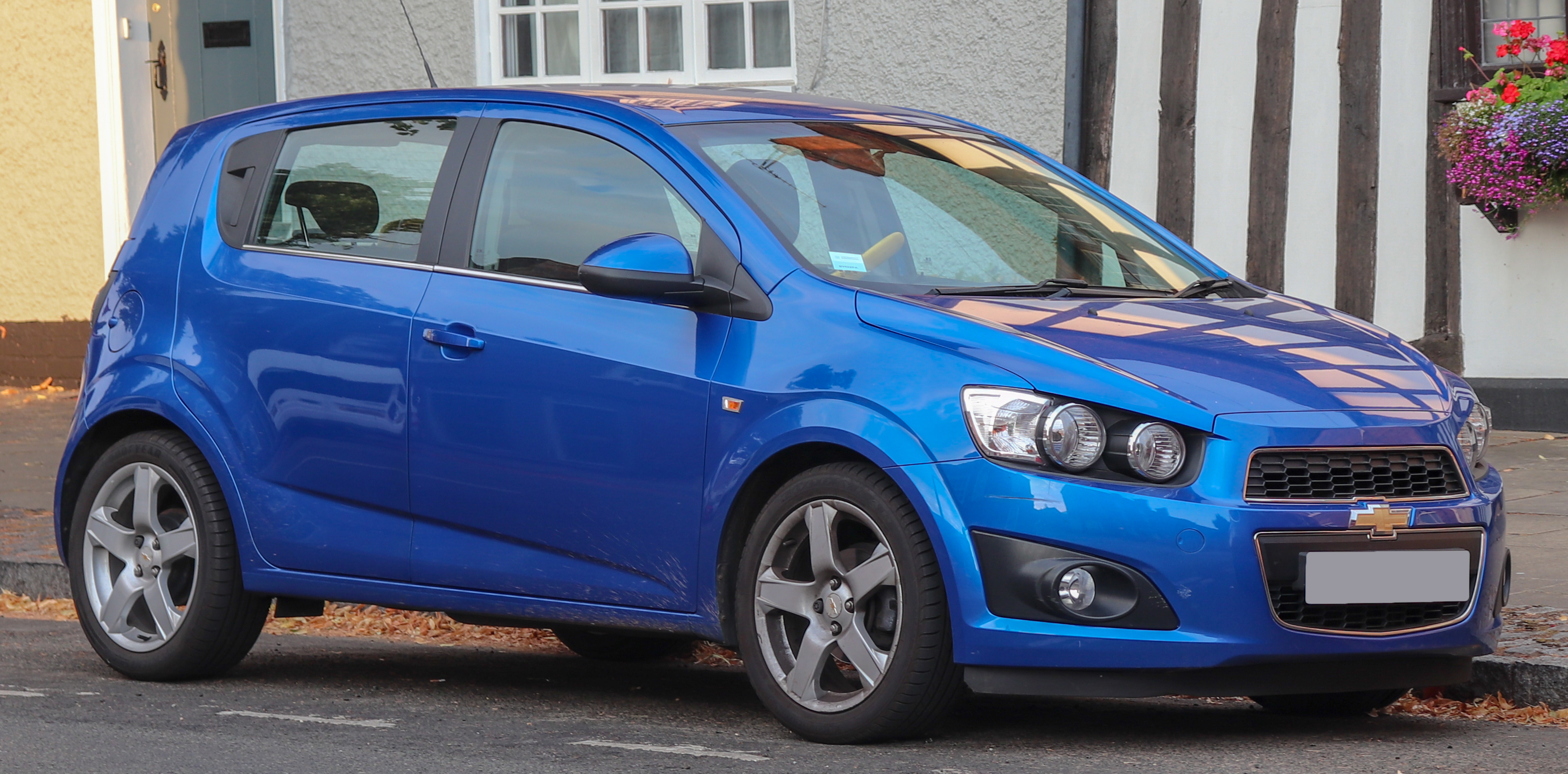
Chevrolet Sonic 2013

El Sonic cuenta con faros delanteros dobles, inspirados en los faros de motocicletas; y una doble rejilla de ventilación. En el interior es donde más se nota el cambio respecto a su predecesor, el Aveo. Los tacómetros y los dispositivos de mando están inspirados en el de las motocicletas, con un cuenta-revoluciones análogo, y un velocímetro de visualización digital led de color azul. También hay que contar con los útiles orificios que se han puesto en las salpicaderas y la doble guantera (en una de las cuales se encuentra el puerto de conexión USB).
El auto es conocido por dar muchos de problemas de calentamiento lo que daña otras partes del vehículo.
La suspensión delantera utiliza puntales MacPherson, reforzada con muelles helicoidales ; en el eje trasero se dispuso un eje semi-rígido. Así mismo, los frenos delanteros son de disco y los traseros son de tambor.

## Seguridad
El Chevrolet Nuevo Aveo / Sonic ha ganado las 5 estrellas Euroncap demostrando ser un coche muy seguro ante las estrictas regulaciones para esta norma. Una de sus características es que su techo puede aguantar 4,2 veces el peso del coche sin doblarse sobre sí mismo. La seguridad pasiva, favorecida por unos bastidores que se encuentran entre los más rígidos de su categoría; son un aditamento que se ve reforzado por los 6 airbags de serie para la protección de sus tripulantes. Los sistemas de ayuda a la conducción contribuyen también a la seguridad activa, con el sistema de frenos ABS de cuatro canales, el asistente del sistema de frenos de emergencia, el control electrónico de estabilidad (ESC) y el sistema eléctrico de dirección asistida montado en columna (EPS).

## Motorizaciones
- 1.2 16 Válvulas, Gasolina
- 1.3 16 Válvulas, Diésel
- 1.4 16 Válvulas, caja automática, a Gasolina
- 1.4 16 Válvulas Turbo, Gasolina
- 1.4 16 Válvulas, Gasolina
- 1.6 16 Válvulas, Gasolina
- 1.8 16 Válvulas, Gasolina
- Este vehículo en la versión sedan en México solo viene con el motor 1.6 ya sea en transmisión estándar o automática

## Facelift 2017 - 2018
Para el año 2017, General Motors de México presenta el facelift del Chevrolet Sonic, el cual mantiene la motorización y las mismas medidas del modelo comercializado desde 2012, este facelift presentó cambios estéticos en la parte frontal y trasera, dejando atrás las líneas de diseño controversiales para dar paso a un diseño más conservador; entre los cambios destacan: faros led de conducción diurna, sistema de entretenimiento MyLink de segunda generación, con compatibilidad para Android Auto y Apple CarPlay y la integración del sistema de asistencia personalizada OnStar. 

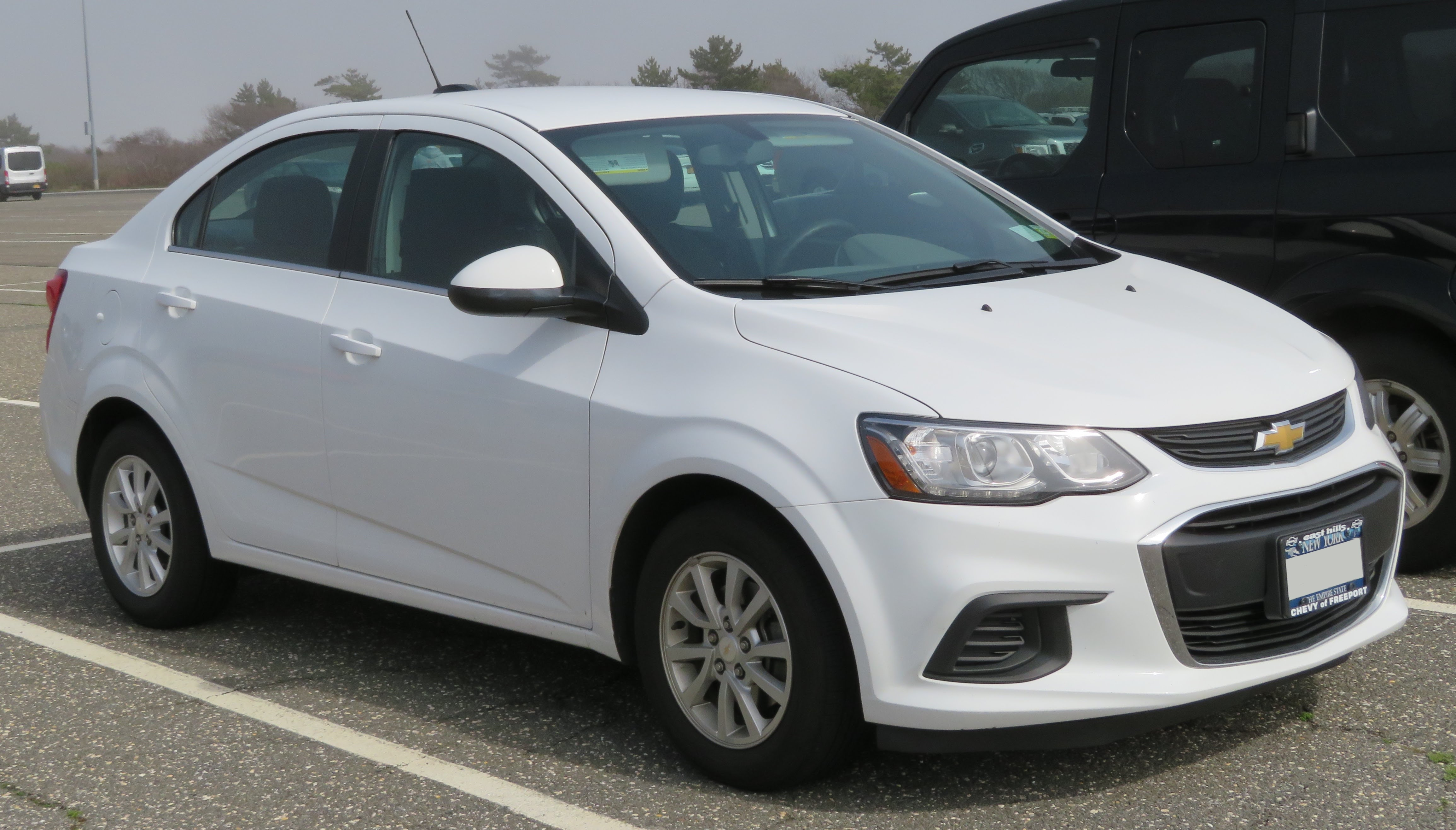
Chevrolet Sonic 2017

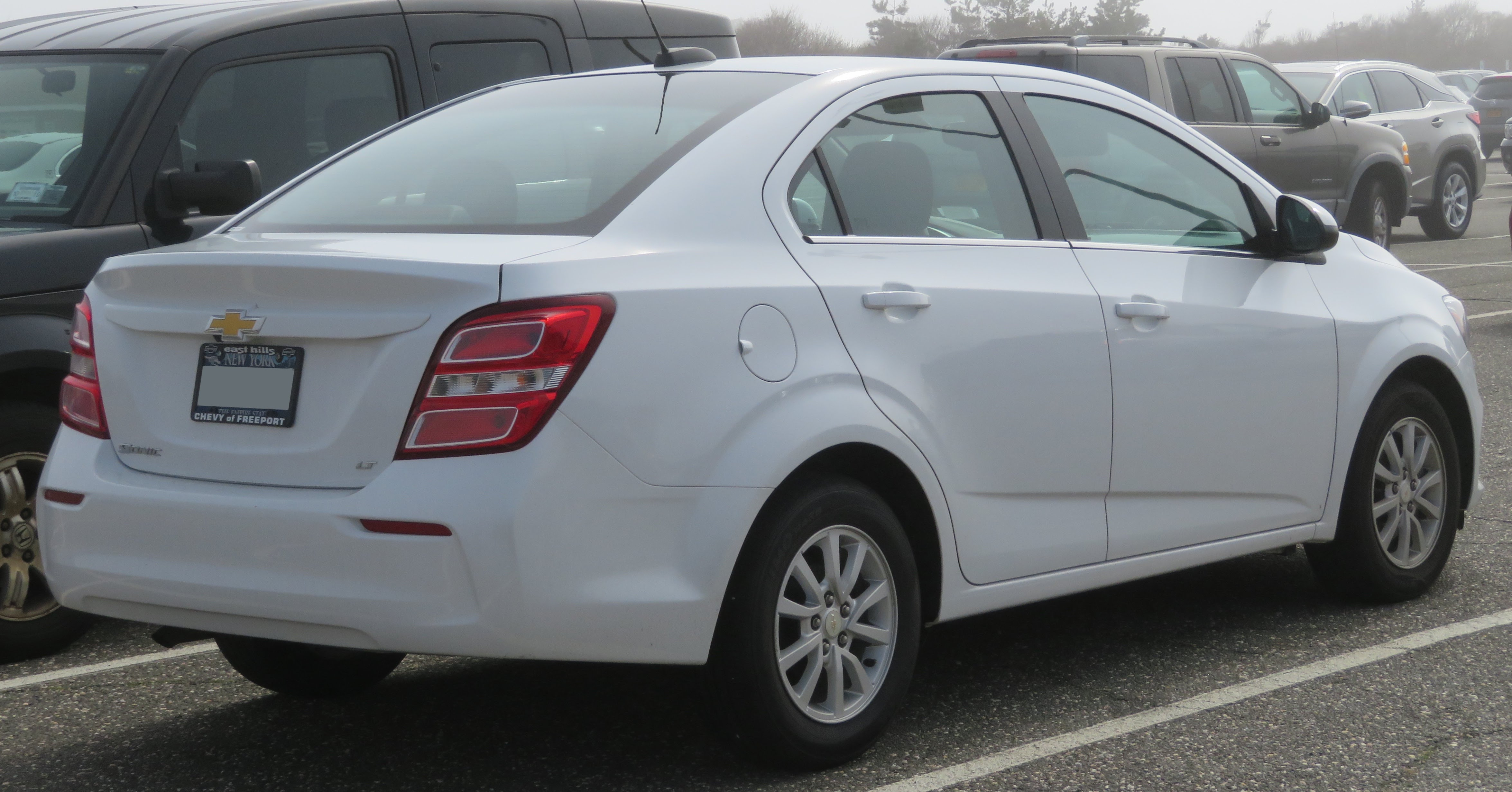
Chevrolet Sonic 2017 parte trasera

Dentro del producto, se encontraban 3 variantes de equipamiento: 
LS: Es la versión de entrada a la gama y está disponible únicamente con transmisiones manuales. Cuenta de serie con el mínimo equipamiento de seguridad necesario, esto es, dos bolsas de aire frontales y frenos antibloqueo en las cuatro ruedas. Lleva aire acondicionado, volante con ajuste de altura y profundidad, faros de halógeno con proyector y tecnología led, rines de acero de 15 pulgadas, computadora de viaje y sistema de sonido con entrada auxiliar y 4 bocinas. 
LT: La versión intermedia del Sonic es la que se puede elegir con transmisión automática de 6 velocidades o manual de 5 y también con carrocerías sedán o hatchback. Suma, sobre el equipamiento de la versión LS asientos traseros abatibles con distribución 60/40, molduras cromadas en puertas, rines de aluminio de 15 pulgadas, mandos de audio al volante y para el sistema Bluetooth de manos libres. El sistema de sonido es de 6 bocinas y también puede reproducir música desde el teléfono sin cables. En cuanto a seguridad agrega anclajes ISOFIX para sillas de bebé.
Premier (Antes LTZ): Esta versión está disponible únicamente con la carrocería sedan y con la transmisión automática de 6 velocidades, dentro del equipamiento, añade sobre la versión LT: faros de niebla delanteros, rines de aluminio de 16 pulgadas, quemacocos eléctrico de 3 posiciones, pantalla táctil de 7 pulgadas con Android Auto y Apple CarPlay y sistema OnStar. No hay control de estabilidad para ninguna de las versiones del Sonic, sin embargo, la variante Premier agrega bolsas de aire laterales para conductor y pasajero.

## Fin de producción en México
El 9 de marzo de 2018 General Motors de México anunció que el Chevrolet Sonic dejaría de comercializarse en el mercado azteca, llegando así a su fin de producción en del primer trimestre de 2018, manteniendo la comercialización del vehículo en los Estados Unidos hasta finales del 2019. En México, Sonic fue reemplazado indirectamente por el Chevrolet Cavalier 2018.